# Zeche Lauseplatte
Die Zeche Lauseplatte in Dahlhausen ist ein ehemaliges Steinkohlenbergwerk. Das Bergwerk war auch unter den Namen Zeche Lause-Platte, Zeche Luseplatte und Zeche Lauseplatte modo Wippsterz bekannt. Trotz der über achtzigjährigen Geschichte wird über das Bergwerk nur wenig berichtet.

## Bergwerksgeschichte
Das Bergwerk wurde bereits im Jahr 1717 in den Unterlagen genannt, war aber erst drei Jahre später, im Jahr 1720, in Betrieb. Im Jahr 1732 wurde eine Mutung für den Abbau auf dem Kassenberg eingelegt. Nach einem Berichtes des Domainenrathes Francke wurde im Jahr 1737 im Bereich des Feldes der Zeche Lauseplatte Raubbau betrieben. Im Jahr 1739 war das Bergwerk wieder normal in Betrieb. Im Jahr 1771 bestand das Bergwerk aus den beiden Flügeln Wippsterz und Lauseplatte. Etwa ab dem Jahr 1800 wird in den Unterlagen nur noch der Flügel Wippsterz erwähnt.